# فتیک
فتیک (به لاتین: Fatick Region) یک منطقهٔ مسکونی در سنگال است که در سنگال واقع شده‌است. فتیک ۶٬۸۴۹ کیلومتر مربع مساحت و ۶۸۴٬۶۵۲ نفر جمعیت دارد.